# M.U.S.H.A.
M.U.S.H.A. (武者アレスタ FULL METAL FIGHTER ELLINOR?, Musha Aleste: Full Metal Fighter Ellinor) è un videogioco sparatutto sviluppato da Compile e pubblicato nel 1990 per Sega Mega Drive. Spin-off della serie Power Strike, il gioco ha ricevuto una conversione per Wii distribuita tramite Virtual Console.